# Sainte-Marie-aux-Chênes
Pour les articles homonymes, voir Sainte-Marie.
Sainte-Marie-aux-Chênes est une commune française située dans le département de la Moselle, en Lorraine, dans la région administrative Grand Est, à une quinzaine de kilomètres de Metz.
Ses habitants sont les Quercussiens et les Quercussiennes (du latin quercus, chêne).

## Géographie
Sainte-Marie-aux-Chênes se trouve à l'ouest du département de la Moselle, entre Metz et Thionville. La ville est située à 265 mètres d'altitude environ. C'est l'une des trois villes-centres de l'unité urbaine de Jœuf.

### Communes limitrophes
| Homécourt Meurthe-et-Moselle Auboué Meurthe-et-Moselle  | Montois-la-Montagne     | Roncourt                 |
| Moineville Meurthe-et-Moselle                           | Sainte-Marie-aux-Chênes | Saint-Privat-la-Montagne |
| Batilly Meurthe-et-Moselle Saint-Ail Meurthe-et-Moselle |                         | Amanvillers              |

### Hydrographie

#### Réseau hydrographique
La commune est située dans le bassin versant du Rhin au sein du bassin Rhin-Meuse. Elle est drainée par le ruisseau de Ste-Marie et le Fond Robinet.

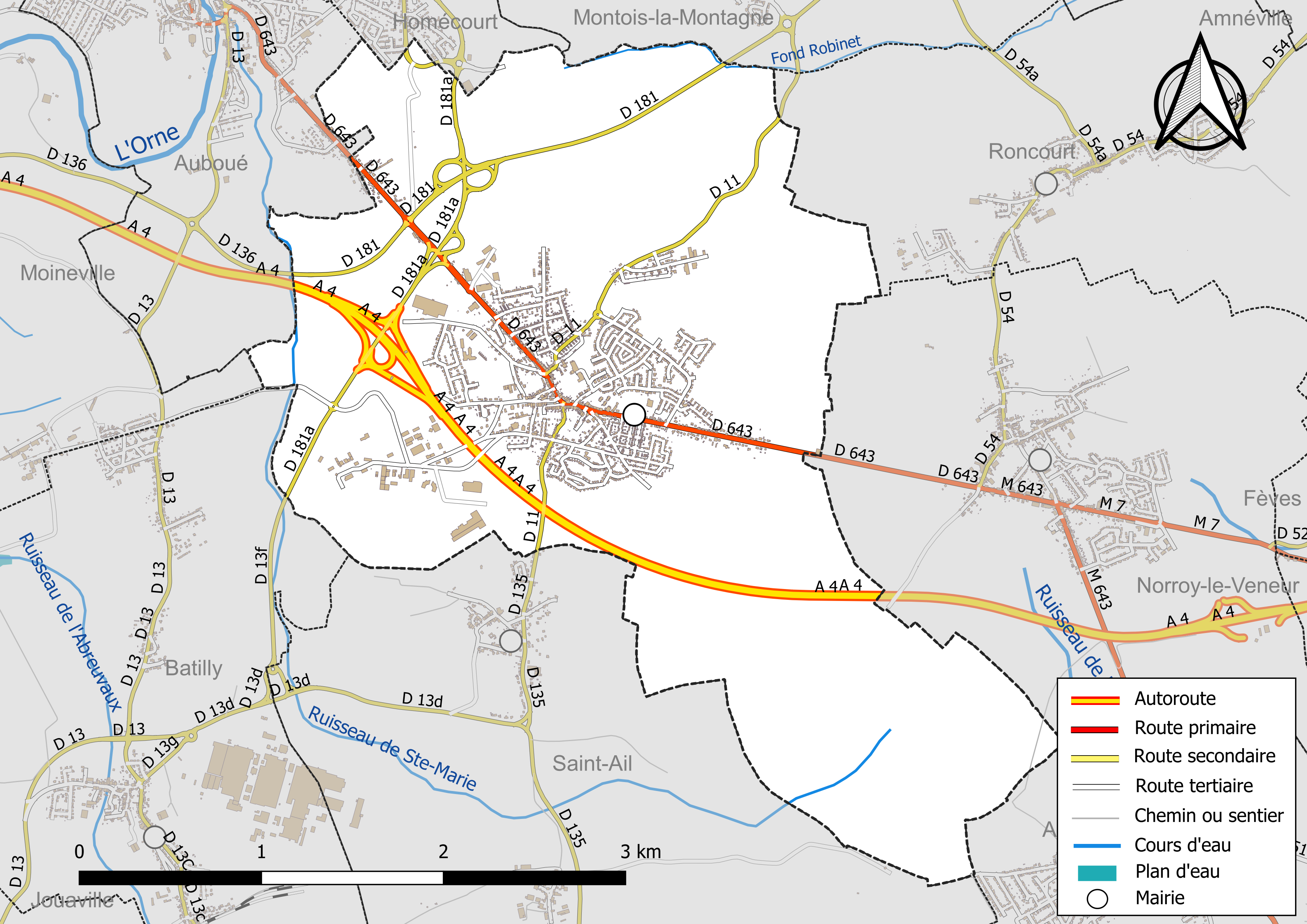
Réseaux hydrographique et routier de Sainte-Marie-aux-Chênes.

#### Gestion et qualité des eaux
Le territoire communal est couvert par le schéma d'aménagement et de gestion des eaux (SAGE) « Bassin ferrifère ». Ce document de planification, dont le territoire correspond aux anciennes galeries des mines de fer, des aquifères et des bassins versants associés, d'une superficie de 2 418 km2, a été approuvé le 27 mars 2015. La structure porteuse de l'élaboration et de la mise en œuvre est la région Grand Est. Il définit sur son territoire les objectifs généraux d’utilisation, de mise en valeur et de protection quantitative et qualitative des ressources en eau superficielle et souterraine, en respect des objectifs de qualité définis dans le SDAGE  du Bassin Rhin-Meuse.

### Climat
Pour des articles plus généraux, voir Climat du Grand Est et Climat de la Moselle.
En 2010, le climat de la commune est de type climat de montagne, selon une étude du Centre national de la recherche scientifique s'appuyant sur une série de données couvrant la période 1971-2000. En 2020, Météo-France publie une typologie des climats de la France métropolitaine dans laquelle la commune est exposée à un climat semi-continental et est dans la région climatique  Lorraine, plateau de Langres, Morvan, caractérisée par un hiver rude (1,5 °C), des vents modérés et des brouillards fréquents en automne et hiver. 
Pour la période 1971-2000, la température annuelle moyenne est de 9,4 °C, avec une amplitude thermique annuelle de 16,8 °C. Le cumul annuel moyen de précipitations est de 815 mm, avec 13,3 jours de précipitations en janvier et 9,1 jours en juillet. Pour la période 1991-2020, la température moyenne annuelle observée sur la station météorologique de Météo-France la plus proche, « Doncourt-lès-Conflans », sur la commune de Doncourt-lès-Conflans à 7 km à vol d'oiseau, est de 10,7 °C et le cumul annuel moyen de précipitations est de 710,3 mm. 
La température maximale relevée sur cette station est de 40,9 °C, atteinte le 25 juillet 2019 ; la température minimale est de −16,5 °C, atteinte le 26 décembre 2010,,. 
Les paramètres climatiques de la commune ont été estimés pour le milieu du siècle (2041-2070) selon différents scénarios d'émission de gaz à effet de serre à partir des nouvelles projections climatiques de référence DRIAS-2020. Ils sont consultables sur un site dédié publié par Météo-France en novembre 2022.

## Urbanisme

### Typologie
Au 1er janvier 2024, Sainte-Marie-aux-Chênes est catégorisée petite ville, selon la nouvelle grille communale de densité à sept niveaux définie par l'Insee en 2022.
Elle appartient à l'unité urbaine de Jœuf, une agglomération inter-départementale regroupant six  communes, dont elle est ville-centre,,. Par ailleurs la commune fait partie de l'aire d'attraction de Metz, dont elle est une commune de la couronne,. Cette aire, qui regroupe 245 communes, est catégorisée dans les aires de 200 000 à moins de 700 000 habitants,.

### Occupation des sols
L'occupation des sols de la commune, telle qu'elle ressort de la base de données européenne d’occupation biophysique des sols Corine Land Cover (CLC), est marquée par l'importance des territoires agricoles (77,1 % en 2018), en diminution par rapport à 1990 (86,4 %). La répartition détaillée en 2018 est la suivante : 
terres arables (71,8 %), zones urbanisées (21,3 %), zones agricoles hétérogènes (2,8 %), prairies (2,5 %), milieux à végétation arbustive et/ou herbacée (1,6 %). L'évolution de l’occupation des sols de la commune et de ses infrastructures peut être observée sur les différentes représentations cartographiques du territoire : la carte de Cassini (XVIIIe siècle), la carte d'état-major (1820-1866) et les cartes ou photos aériennes de l'IGN pour la période actuelle (1950 à aujourd'hui).

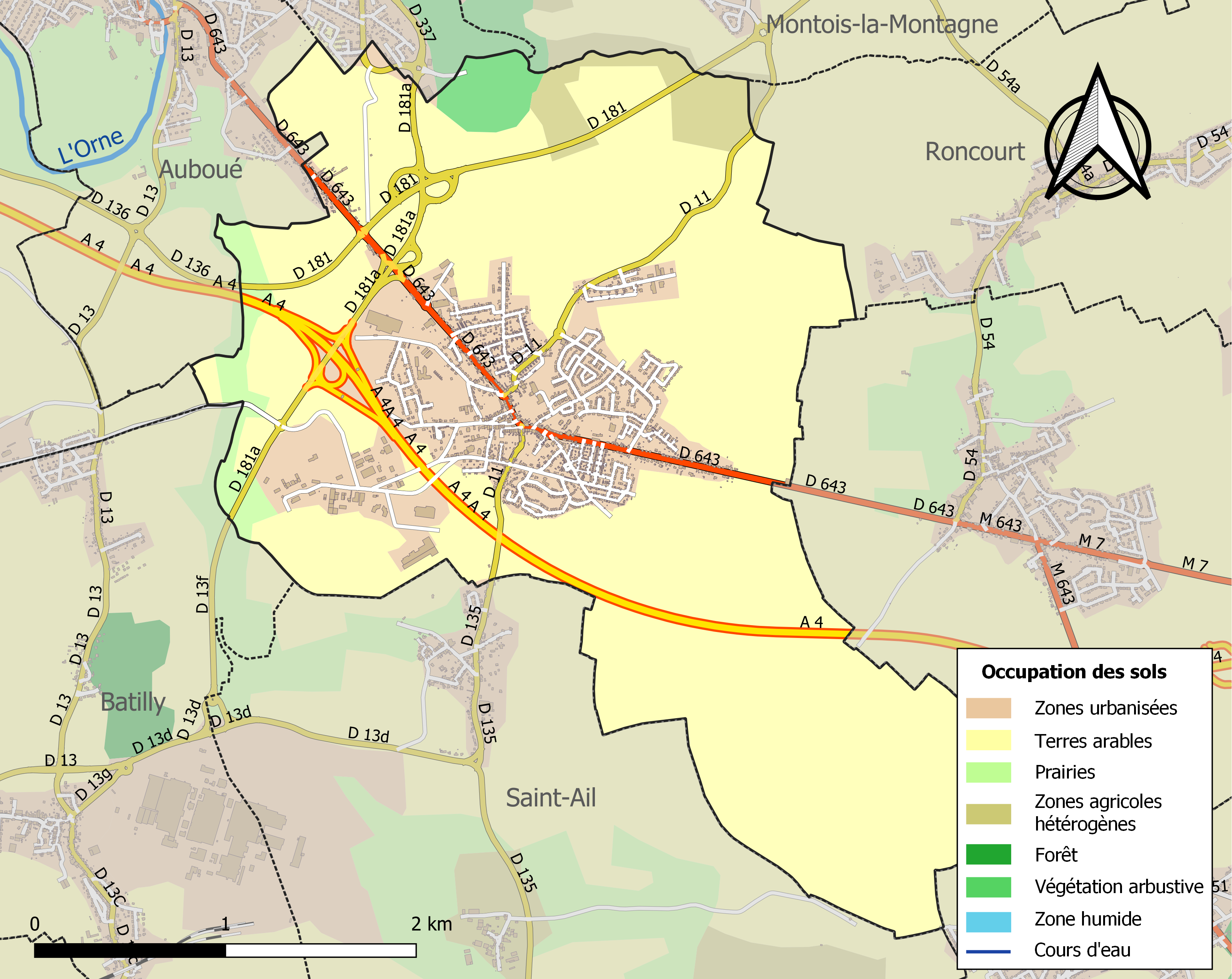
Carte des infrastructures et de l'occupation des sols de la commune en 2018 (CLC).

## Histoire
Dépendait de l’ancien duché de Bar, prévôté puis bailliage de Briey, archiprétré d'Hatrize.
Fief des le Hungre, la Cour, Gournay, des Armoises, Heu. En 1817, Sainte-Marie-aux-Chênes comptait 388 habitants répartis dans 64 maisons.

### Clairière d’Harroville
La tradition populaire veut que la première agglomération du ban de Sainte-Marie-aux-Chênes soit un hameau gallo-romain du nom de « Harris villa » regroupant autour d’une grosse ferme portant l’appellation de son propriétaire les très modestes habitations des ouvriers attachés au service de la « villa ». Ce serait là l’origine de la désignation, sur l’actuel village, à gauche de la route de Montois (sur la côte, après la mine Ida, dans le coin des haies, avant le « ravin » qui précède le bois de Magieux); à cet endroit, la charrue mettait encore à jour naguère des débris de tuiles romaines.

### Fontaine du Breuil
En ces temps reculés, au fond du vallon qui passe au pied de la mine Ida et qui descend vers Homécourt par « la carrière », au lieu-dit le Breuil jaillissait une source dont les eaux froides et ferrugineuses avaient la réputation d’être fébrifuges et en particulier de guérir les affections pulmonaires ainsi que de soulager, par lavage, les maladies d’yeux. Pour cette dernière raison, la fontaine aux eaux miraculeuses jouissait d’une grande renommée auprès des populations celtes des environs. Entourée de chênes (ces arbres vénérés à l'époque des Celtes par nos ancêtres les Gaulois), cette source coulait, dit-on, à l’ombre de l’un des plus anciens et des plus majestueux « roi des forêts ». Aujourd’hui, tarie en grande partie par les mines, elle n’a plus qu’un très faible débit, un très mince filet d’eau.
On comprend aisément qu’un tel nom ait pu donner naissance à la pieuse tradition sur les origines chrétiennes de notre petite cité. Toujours est-il que ce nom est attesté dès le XIIe siècle et se trouve diversement orthographié : « Sancta Maria ad Querqus » (d’où l’appellation savante de Quercussiens donnée aux habitants de Sainte-Marie), « Sancta Maria achesne » Sainte Marie au Chesne (1593), Marie-aux-Chênes en 1793 quand la Révolution française se déchaîna contre l’Église (on ne peut manquer de faire le rapprochement avec l’appellation de Marieneichen donnée pendant la dernière occupation allemande). Avec le concordat de 1801, le village retrouva officiellement le nom de Sainte-Marie-aux-Chênes.

### Guerre de 1870 et période contemporaine
Village du comté puis duché de Bar, Sainte-Marie-aux-Chênes devint Française en 1766 puis fit partie du département de la Moselle (1790), relevant de l’arrondissement de Briey.
Occupé en 1870 par les armées prussiennes et saxonnes, le village servit de base arrière lors de la bataille de Saint-Privat (18 août 1870), ce qui lui valut d’être annexé par le nouvel Empire allemand lors du traité de Francfort alors que l’arrondissement de Briey restait à la France. Sainte-Marie devint alors un village frontalier (cf. le « café de la douane »). Le cimetière militaire franco-allemand ainsi que des monuments parsemés sur les territoires des communes avoisinantes témoignent de cet épisode de l’histoire. Normalement, lors de la signature des préliminaires de paix à Versailles, le 26 février 1871 (JO du 3 mars 1871), la commune devait rester française puisque située dans l'arrondissement de Briey. Néanmoins pour obtenir plus d'espace autour de la place-forte de Belfort, il fut conclu lors du traité de paix signé à Francfort le 10 mai 1871 (JO du 31 mai 1871) que la commune, comme celles de Redange, d'Aumetz et de Vionville, devint allemande. Ce qui arrangeait le vainqueur qui n'ignorait pas la valeur du sous-sol.
Cette période fut marquée par l’ouverture des mines de fer et une immigration italienne et polonaise importante.
Sainte-Marie redevint française en 1918. Elle fut réannexée de facto par l’Allemagne nazie en juillet 1940 et revint à la France après la bataille de Metz, à l’automne 1944. Notons, pour lui rendre hommage, qu’au cours de la deuxième annexion, des jeunes quercussiens assassinèrent un officier allemand. Pour éviter des représailles, un ouvrier immigré italien se nommant Dante Pederzoli, bien qu’innocent, se dénonça et fut pendu. Une stèle, située près de la maison de retraite, lui rend hommage.
Notons également qu'à cette même période, le 2 novembre 1944, vers 8 h au hameau de Grimonaux, à la limite des communes de Sainte-Marie-aux-Chênes et d’Auboué, un missile V1 fut lancé détruisant complètement cinq maisons et en endommageant plusieurs autres, faisant un mort et deux blessés pour Sainte-Marie-aux-Chênes et trois blessés pour Auboué.
Années 1960/1980 : alors que de plus en plus fort sonne le glas des mines de fer et de la sidérurgie lorraine, le village devient un bourg doté d’un collège d’enseignement supérieur (collège Gabriel-Pierné), d’une zone industrielle conséquente, d’un accès direct à l’autoroute de l'Est (A4). Un hypermarché ouvrit ses portes en 1984 drainant une clientèle venant également de Meurthe-et-Moselle voisine mais condamnant à terme le commerce de proximité des villages voisins.

## Démographie
L'évolution du nombre d'habitants est connue à travers les recensements de la population effectués dans la commune depuis 1793. Pour les communes de moins de 10 000 habitants, une enquête de recensement portant sur toute la population est réalisée tous les cinq ans, les populations de référence des années intermédiaires étant quant à elles estimées par interpolation ou extrapolation. Pour la commune, le premier recensement exhaustif entrant dans le cadre du nouveau dispositif a été réalisé en 2008.

En 2022, la commune comptait 4 512 habitants, en évolution de +8,91 % par rapport à 2016 (Moselle : +0,52 %, France hors Mayotte : +2,11 %).
| 1793 | 1800 | 1806 | 1821 | 1836 | 1841 | 1861 | 1866 | 1871 |
| ---- | ---- | ---- | ---- | ---- | ---- | ---- | ---- | ---- |
| 398  | 351  | 353  | 371  | 366  | 383  | 320  | 324  | 289  |

| 1875 | 1880 | 1885 | 1890 | 1895 | 1900 | 1905  | 1910  | 1921  |
| ---- | ---- | ---- | ---- | ---- | ---- | ----- | ----- | ----- |
| 311  | 287  | 283  | 305  | 277  | 828  | 1 365 | 1 690 | 1 725 |

| 1926  | 1931  | 1936  | 1946  | 1954  | 1962  | 1968  | 1975  | 1982  |
| ----- | ----- | ----- | ----- | ----- | ----- | ----- | ----- | ----- |
| 1 931 | 2 667 | 2 421 | 2 628 | 2 915 | 3 290 | 3 365 | 3 326 | 3 317 |

| 1990  | 1999  | 2006  | 2008  | 2013  | 2018  | 2022  | - | - |
| ----- | ----- | ----- | ----- | ----- | ----- | ----- | - | - |
| 3 302 | 3 328 | 3 553 | 3 625 | 4 025 | 4 289 | 4 512 | - | - |

## Culture locale et patrimoine

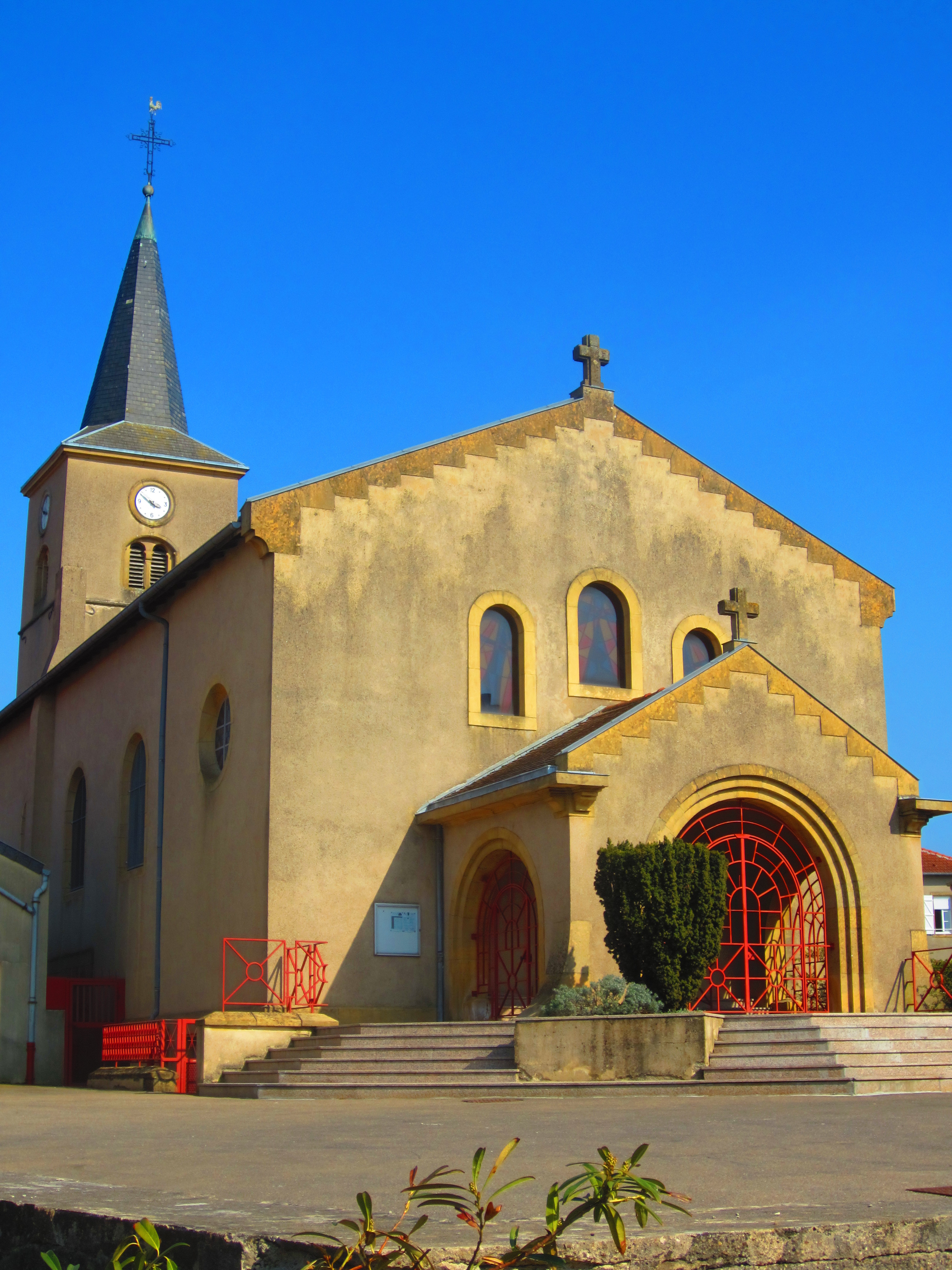
Église Sainte-Marie.

### Lieux et monuments
- Église Sainte-Marie : nef 1773, chœur gothique tardif, clocher roman XIIe ; fragment d’une Vierge en bois XVe.
- Vestiges gallo-romains.
- Nécropole de l'antiquité tardive, avec crémation, mais également des tombes richement dotées de céramiques, bouteilles, flacons parures et monnaies. On remarque particulièrement deux peignes en os, et une hache miniature en fer. L'ensemble est daté du Ve siècle pae l'INRAP qui a effectué les recherches[23]
- Cimetière militaire allemand rue de Metz guerre 1870-1871.
- Cimetière militaire allemand rue d'Aquitaine guerre 1870-1871.
- Cimetière militaire allemand rue Rabelais guerre 1870-1871.

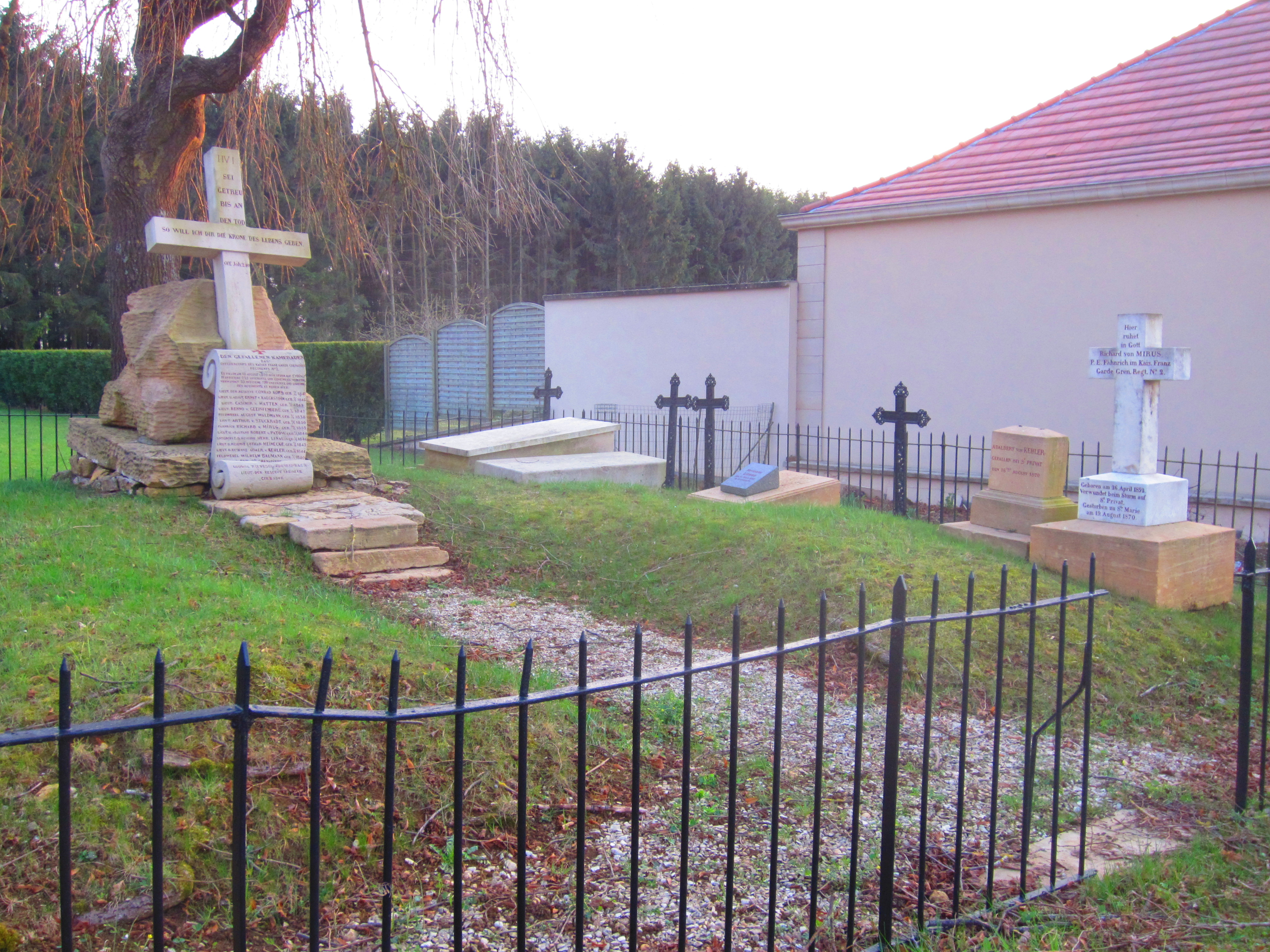
Cimetière militaire allemand rue de Metz.
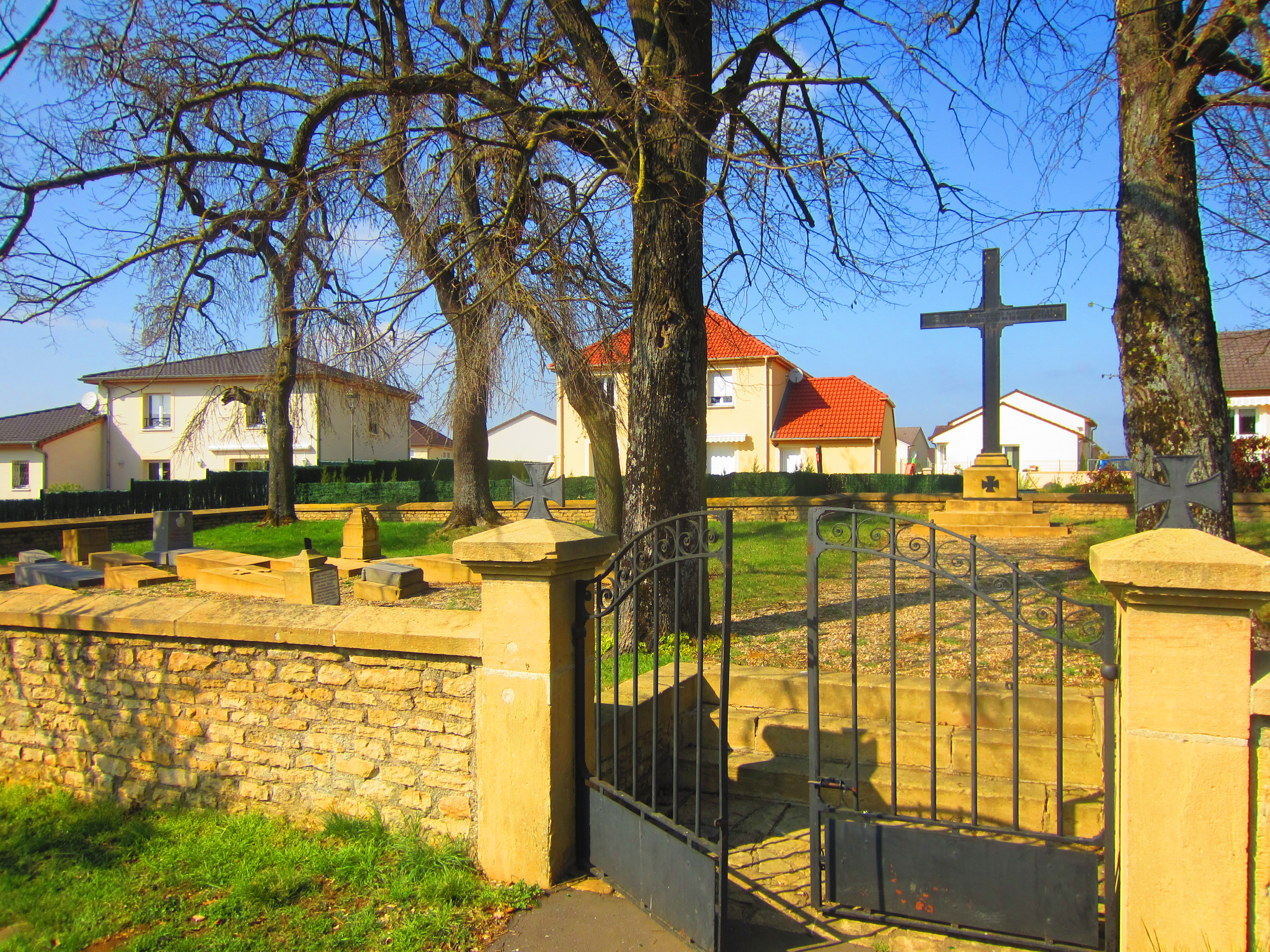
Cimetière militaire allemand rue d'Aquitaine.
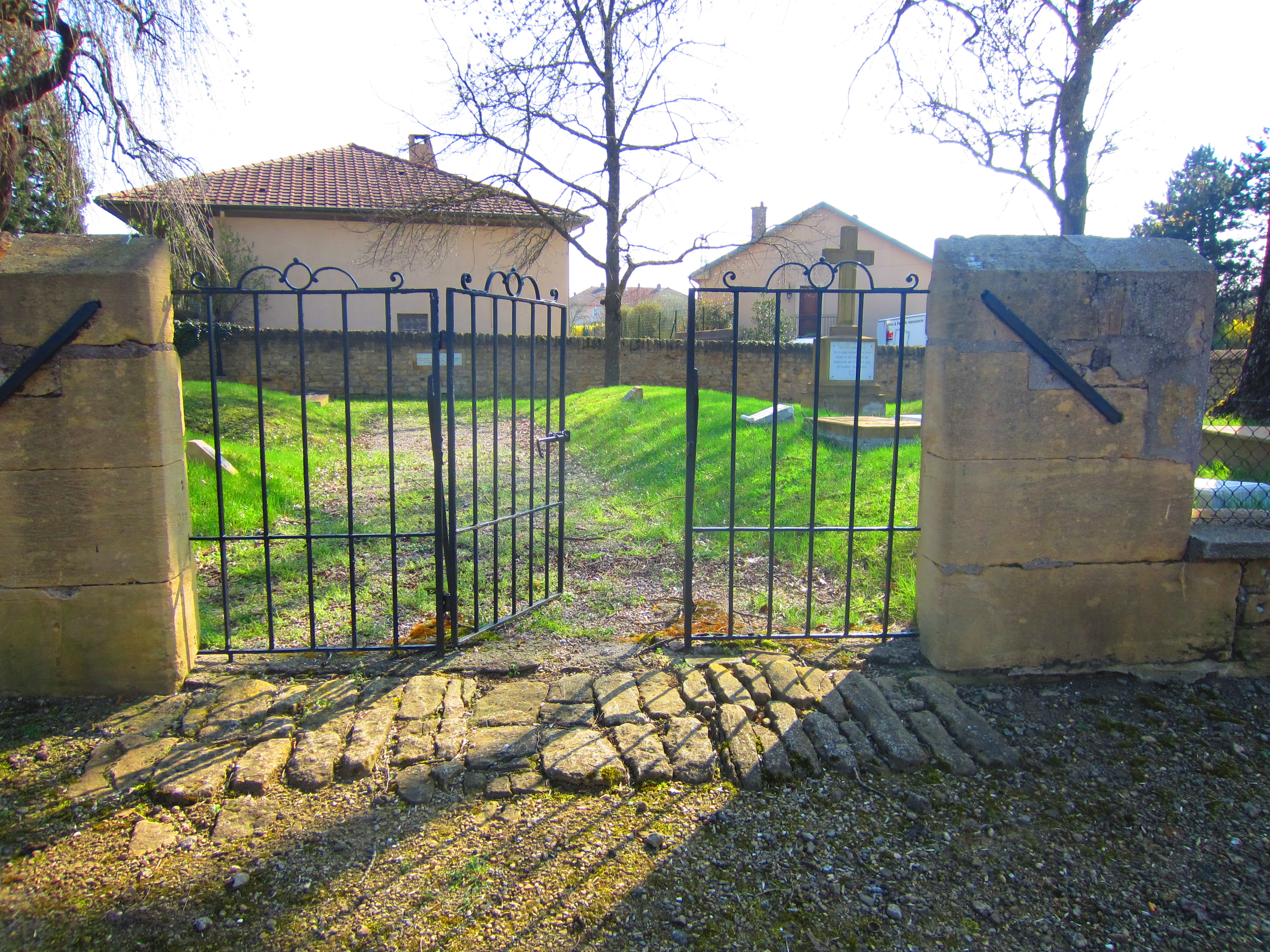
Cimetière militaire allemand rue Rabelais.

### Personnalités liées à la commune
- José Todaro, chanteur lyrique
- Régis Hector, auteur BD, dessinateur de presse, illustrateur

### Héraldique
| Blason de Sainte-Marie-aux-Chênes | Blason  | D'azur au chêne arraché d'or, le tronc accosté des lettres antique S et M. du même. |
| Blason de Sainte-Marie-aux-Chênes | Détails | Le statut officiel du blason reste à déterminer.                                    |